# Aïkibudo
L'aïkibudo (合気武道, aikibudō) est un art martial traditionnel japonaise (budō).

## Histoire

### Origine
L'aïkido a été créé par Morihei Ueshiba en 1930.

### Diffusion en France
Dans les années 1980, Alain Floquet diffuse sa pratique en France.
En 2009,  la mention « aïkido, aïkibudo et disciplines associées » est créé en tant que diplôme d'Etat de la jeunesse, de l'éducation populaire et du sport spécialité « perfectionnement sportif ».

## Description

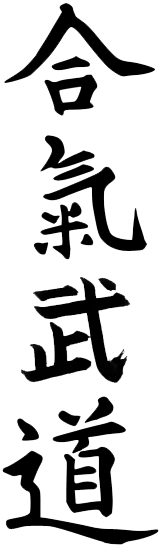
Kanji de l'Aïkibudo.

### Pratique
Cet art martial enseigne la maîtrise du combat à main nue et du combat avec armes. Le travail à mains nues consiste principalement sur des esquives suivies de clés de projection et/ou d’immobilisation.

## Lexique

### Les commandements pour le salut
Le professeur n'est pas celui qui dicte directement les commandements. Le professeur est devant ses élèves et son élève le plus avancé dicte les saluts aux autres élèves.
1. Seiza : Mettez-vous à genoux !
2. Shomen ni rei : Salut des élèves du professeur au Shinzen
3. Sensei ni rei : Les élèves saluent le professeur
4. Otagai ni rei : Salut aux présents
5. Kiritsu : Levez-vous !

### Les déplacements - Tai Sabaki
- Nagashi : Pivot à 180° sur le pied avant
- Irimi : Pivot de 45 degrés après un léger avancement du pied avant
- O-Irimi : Pivot d'un maximum de 180 degrés après un passage du pied arrière à l'avant
- Iraki : Déplacement vers le côté
- Hiki : Déplacement avec un retrait arrière, le pied avant rejoint le pied arrière en s'effaçant de l'axe d'attaque.

### Les frappes
Niveau
- Jodan : tête
- Chudan : abdomen
- Gedan : sous la ceinture

Tsuki-Uchi-Waza (poing et frappes)
- Choku-Tsuki : coup de poing avec la force du corps poussant vers l'avant
- Koshi-Tsuki : aussi appelé Gyaku-Tsuki, coup avec un pivot des hanches dans le sens du coup
- Hiki-Tsuki : avec un recul du bassin sans déplacement de l'appui arrière
- Jun-Uchi : frappe du haut vers le bas (soit avec le revers du poing, Uraken, ou le tranchant, Shuto)
- Hineri-Uchi : avec le pivot des hanches dans le sens du coup, donné avec le coude (Empi) ou en Uraken
- Gyaku-Uchi : Uraken avec le pivot des hanches dans le sens contraire du coup
- Omote-Yoko-Men-Uchi : Shuto sur le côté de la tête
- Ura-Yoko-Men-Uchi : inversé du précédent

Keri-Waza (jambe)
- Mae-Geri : vers l'avant avec la plante du pied
- Mawashi-Geri : circulaire avec le bol du pied
- Ura-Mawashi-Geri :circulaire en revers
- Yoko-Geri : de côté avec le tranchant du pied
- Ushiro-Geri : vers l'arrière avec le talon ou la plante du pied
- Hitsui-Geri : avec le genou vers l'avant
- Hiza-Geri : avec le genou vers l'avant après un agrippement de la tête

3 Kata existent pour les frappes :
- Tsuki-Uchi no kata : kata des poings et frappes
- Happōken kata : kata des huit directions du poing
- Keri goho no kata : kata des cinq directions de coups de pied

### Les saisies
- Junte dori : saisie directe du poignet
- Dōsoku te dori : saisie du poignet inversé
- Gyaku te dori : saisie du poignet et tirer vers soi
- Ryote dori : saisie des deux poignets
- Ryote ippo dori : saisie d'un poignet à deux mains
- Sode dori : saisie par une manche (au-dessus du coude)
- Ryosode dori : saisie par les deux manches (au-dessus du coude)
- Mae eri dori : saisie d'un des cols du haut
- Muna dori : saisie des deux cols du haut
- Ushiro ryote dori : saisie arrière des 2 poignets
- Ushiro uwate : saisie par derrière (encerclement par-dessus les bras)
- Ushiro shitate : saisie par derrière (encerclement par-dessous les bras)
- Ushiro eri dori : saisie du col par derrière
- Ushiro katate dori eri shime : saisie d'un bras et étranglement par derrière

### Les chutes - Ukemi
Les chutes ukemi (réception du corps) sont en fait des roulades utilisées dans la pratique de l'Aïkido et l'Aïkibudo pour éviter de se blesser. On les appelle conformément : brise-chutes.
- Mae Ukemi : chute avant
- Ushiro Ukemi : chute arrière
- Yoko Ukemi : chute de côté

Source : aikidoblog.net